# Rivière Gentilly Sud-Ouest
Rivière Gentilly Sud-Ouest är ett vattendrag i Kanada.   Det ligger i provinsen Québec, i den sydöstra delen av landet, 280 km öster om huvudstaden Ottawa.
Omgivningarna runt Rivière Gentilly Sud-Ouest är en mosaik av jordbruksmark och naturlig växtlighet. Runt Rivière Gentilly Sud-Ouest är det glesbefolkat, med 15 invånare per kvadratkilometer.